# Guo Pu

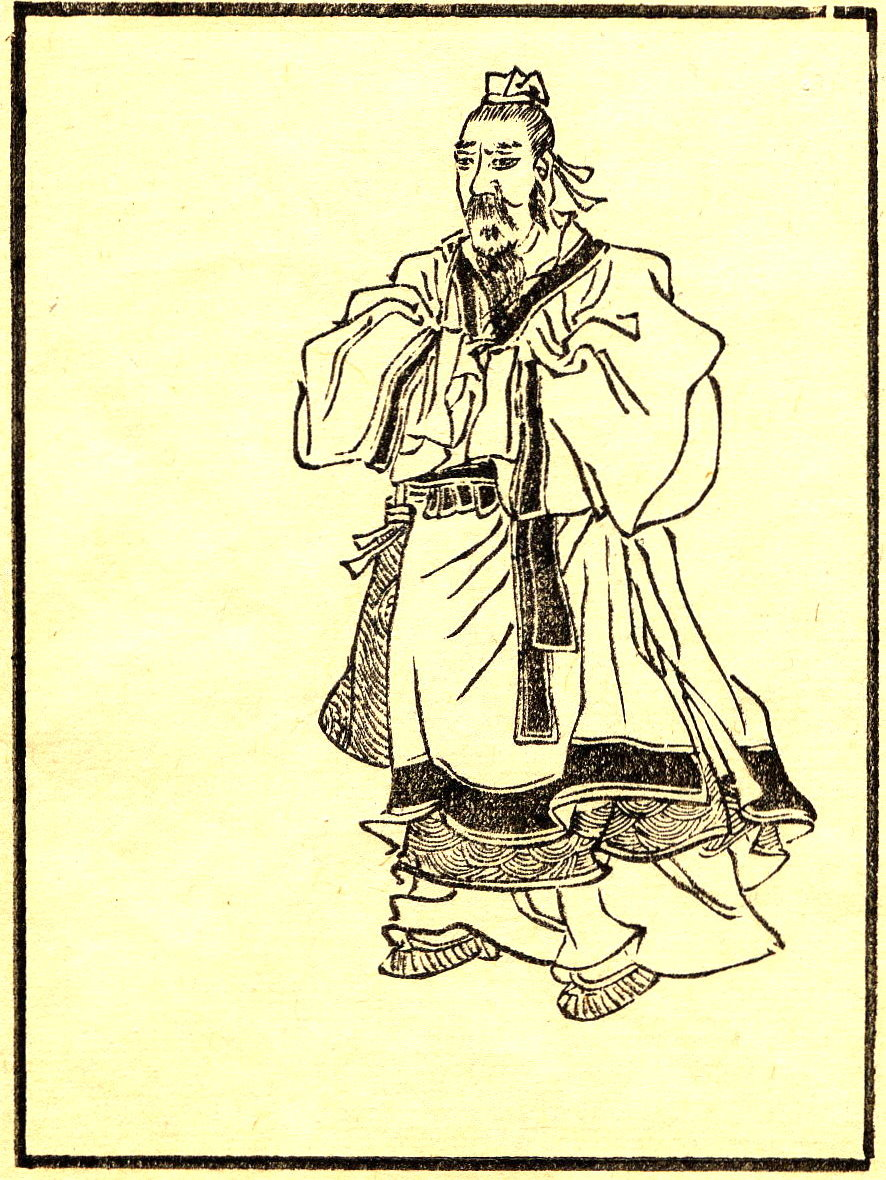
Guo Pu.

Guo Pu (en chino, 郭璞; Wade-Giles, Kuo P'u; 276–324), nombre de cortesía Jingchun (景纯), fue un escritor y estudioso chino de la dinastía Jin, siendo conocido por ser uno de los más destacados comentadores de China de textos antiguos. Guo fue un taoísta místico, coleccionista de relatos extraños, editor de textos antiguos, y comentador erudito. Fue el primer comentador del Shan Hai Jing y por lo tanto probablemente con Liu Xin notable historiador Han, jugó un papel destacado en preservar este valioso texto mitológico y religioso. Guo Pu que era el hijo de un gobernador, había recibido una educación avanzada. era un historiador natural y un escritos prolífico de la dinastía Jin. Escribió The Book of Burial, una fuente primitiva de la doctrina feng shui.